# NGC 3990
NGC 3990 (другие обозначения — UGC 6938, MCG 9-20-43, ZWG 269.24, PGC 37618) — галактика в созвездии Большая Медведица.
Этот объект входит в число перечисленных в оригинальной редакции «Нового общего каталога».
NGC 3990 и  NGC 3998 находятся на расстоянии примерно 3,5 угловых минут, но очевидные признаки взаимодействия в галактиках отсутствуют.